# Rafael Medina
Rafael Medina Rodríguez (n. 8 de octubre de 1979; Guadalajara, Jalisco) es un exfutbolista mexicano que se desempeñaba en la posición de mediocampista. Surge de las fuerzas básicas del Club Deportivo Guadalajara, pero debuta con los Reboceros De La Piedad en el Invierno 2001.

## Trayectoria
Su debut en primera división fue el 22 de julio de 2001 precisamente ante el CD Guadalajara que lo vio nacer futbolísticamente, tiempo antes jugó en primera división 'A' con el Tapatío y otros equipos como Yucatán en 1999 y posteriormente llegó a La Piedad en el Verano 2000 para lograr el ascenso.
Para el Apertura 2002 llega de nuevo al CD Guadalajara y jugó ahí hasta el Apertura 2005. Con el Guadalajara logró llegar a disputar una final en el 2004 contra Pumas de la UNAM, donde quedarían como subcampeones después de perder en rondas de penales, donde Medina falló el último de estos.
En el Clausura 2006 tiene un paso fugaz por el Club Santos Laguna donde no logra adaptarse, por lo que para la siguiente temporada es transferido a Tecos de la UAG donde permaneció hasta finalizar el torneo Apertura 2011.
El martes 13 de diciembre del 2011, luego de ser puesto transferible por Estudiantes Tecos, la directiva de los Tiburones Rojos de Veracruz informa que el mediocampista Rafael Medina Rodríguez se incorpora al equipo para el torneo Clausura 2012 de la Liga de ascenso primera división 'A'. Con los Tecos quedó campeón del Torneo Clausura 2014 Liga de Ascenso y jugó la Final de Ascenso 2013-14, misma que perdieron contra el Club Deportivo Leones Negros de la U. de G.. 
De 2014 a 2015 jugó con Mineros de Zacatecas, donde finalmente se retiró. 

### Clubes
| Club                        | País   | Año         |
| --------------------------- | ------ | ----------- |
| Tapatío FC                  | México | 1999        |
| Atlético Yucatán            | México | 1999-2000   |
| La Piedad                   | México | 2000 - 2002 |
| Club Deportivo Guadalajara  | México | 2002 - 2005 |
| Santos Laguna               | México | 2006        |
| Estudiantes Tecos           | México | 2006 - 2011 |
| Tiburones Rojos de Veracruz | México | 2012 - 2013 |
| Mineros de Zacatecas        | México | 2014 - 2015 |

## Palmarés

### Campeonatos nacionales
| Título     | Club              | País   | Año           |
| ---------- | ----------------- | ------ | ------------- |
| Ascenso MX | Estudiantes Tecos | México | Clausura 2014 |

- Datos: Q2126982